# Fronteira Azerbaijão–Rússia
A fronteira entre o Azerbaijão e a Rússia é a uma linha  de 284 km de extensão, sentido leste-oeste, que separa o extremo sul da Rússia (Daguestão), do nordeste do Azerbaijão. Tem limite leste no litoral do Mar Cáspio, é marcada, do litoral até metade de sua extensão, pelo Rio Amur. Passa também nas proximidades  do monte Bazar Dyuzi.
Passa pelos distritos azeris de Ujar, Quzar, Qabala, Oguz, Shaki, Qakh, Zaqatala e Balakan, onde fica a fronteira tríplice oeste, dos dois países com a Geórgia.
O Azerbaijão foi disputado pelos impérios Safávida e Otomano durante os séculos XVI e XVII. No século XIX é disputado entre a Pérsia e o Império Russo, sendo repartido entre os dois, após duas guerras. O Azerbaijão atual corresponde a parte russa e depois soviética, ao norte, chamada de República Socialista Soviética do Azerbaijão, que somente obtém independência e torna-se fronteira internacional em 1991, com a dissolução da União Soviética. As discussões de demarcação de fronteira começaram em seguida, sendo concluídas em setembro de 2010. O traçado da fronteira é fixado no acordo firmado em Baku em 3 de outubro de 2010, entrando em vigor conforme o artigo 7 na data de troca dos instrumentos de ratificação em 18 de julho de 2011.